# Karangturi (Gantiwarno)
Karangturi is een bestuurslaag in het regentschap Klaten van de provincie Midden-Java, Indonesië. Karangturi telt 1833 inwoners (volkstelling 2010).